# Chortolirion latifolium
Chortolirion latifolium är en grästrädsväxtart som beskrevs av Bernardus Joannes Maria Zonneveld och G.P.J.Fritz. Chortolirion latifolium ingår i släktet Chortolirion och familjen grästrädsväxter. Inga underarter finns listade i Catalogue of Life.